# 싸인블록
싸인블록(Sign-block, 사인블록)은 바닥에 설치되어 보행자와 운전자 등 사용자에게 다양하고 유용한 정보를 효과적으로 전달하는 블록으로 특히 내구성과 시인성이 우수하다.

## 개발 배경
스마트폰이 보편화 되면서 우리 사회에는 스몸비라는 신조어가 나올만큼 스마트폰을 보며 걷는 사람들이 많아졌다. 스마트폰을 보고 있으면 자연스레 시선은 바닥을 항햐게 되고 이 시선을 끌기 위해 바닥에 다양한 안내표지가 등장하기 시작했다.
또한 옐로카펫, 노란발자국 등 어린이 교통사고 예방을 위한 교통안전시설물도 바닥에 많이 설치되는 추세이다.
하지만 현재 사용되고 있는 바닥안내표시재는 쉽게 지워지고 벗겨지는 일이 많아 유지 보수에 반복적으로 예산과 행정력이 투입되는 것에 착안하여 정현채가 국내 최초 개발했으며 총 3건의 특허를 보유하고 있다.

## 지식재산권 현황
- 특허 제10-1888985호 (출원일 2018년 4월 5일)
- 특허 제10-1888988호 (출원일 2018년 4월 5일)
- 특허 제10-2061596호 (출원일 2019년 7월 25일)